# Grenspaal tussen Burcht en Kruibeke

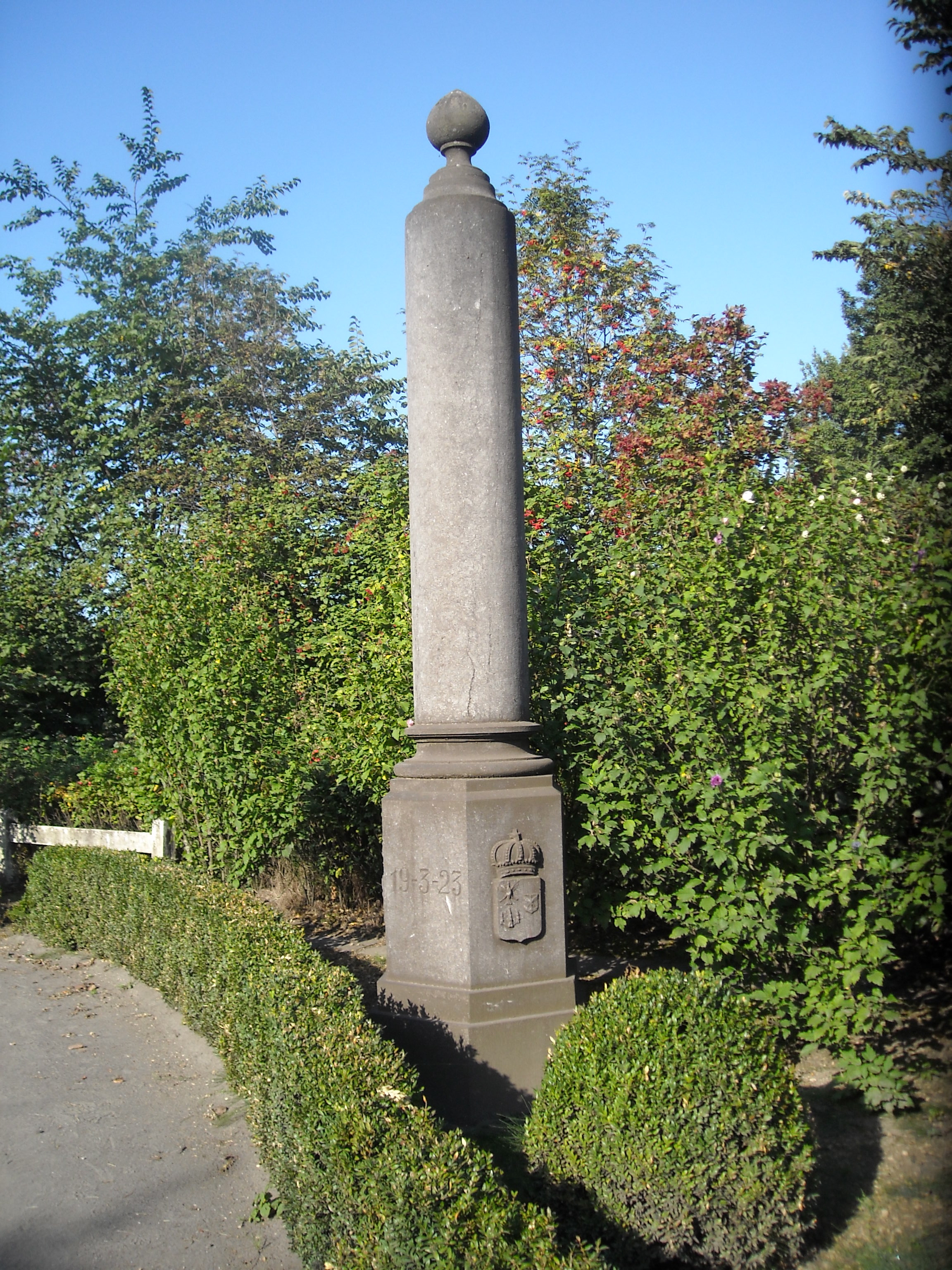
Arduinen grenspaal tussen de gemeenten Burcht (Zwijndrecht) en Kruibeke

De grenspaal tussen de provincies Antwerpen en Oost-Vlaanderen op de Krijgsbaan te Burcht (Zwijndrecht) is een arduinen grenspaal  met daarop de wapenschilden van beide provincies. Hij bevindt zich op de scheiding tussen de gemeenten Burcht en Kruibeke. 

## Beschrijving
De romp is cilindervormig, de top versierd met een granaatappel. In de sokkel is de datum 19 maart 1923 gegraveerd. Vanaf 1923 behoorden Zwijndrecht en Burcht, een deel van het Land van Waas, wettelijk tot de provincie Antwerpen. Dit onder andere om de aanleg van de verbinding tussen beide Scheldeoevers door een tunnel administratief te vereenvoudigen. Voordien waren Zwijndrecht en Burcht een deel van de provincie Oost-Vlaanderen. Sinds de fusie van Beveren-Kruibeke-Zwijndrecht, op 1 januari 2025, behoort Burcht (Zwijndrecht) niet meer tot de provincie Antwerpen maar opnieuw tot de provincie Oost-Vlaanderen.

## Erfgoed
De grenspaal is aangeduid als vastgesteld bouwkundig erfgoed sinds 29 maart 2019.